# Trap Grammy
Trap Grammy is het eerste studioalbum van de Nederlandse rapper Sevn Alias. Het album werd op 11 november 2016 uitgebracht onder het label Rotterdam Airlines. Het album bevat onder andere producties van Esko en Spanker. Er staan gastoptredens op van: Hef, Akwasi, Dutchavelli, Jairzinho, Kevin, Mason, I Am Aisha en GLOWINTHEDARK. Het album behaalde de nummer 6 positie in de Album Top 100. 

## Tracklist
| Nr. | Titel                                          | Duur |
| --- | ---------------------------------------------- | ---- |
| 1.  | Intro                                          | 1:45 |
| 2.  | Madre                                          | 3:14 |
| 3.  | Dope Game (met Hef)                            | 3:00 |
| 4.  | Who Dat (met Akwasi)                           | 3:00 |
| 5.  | Traffic (met Hef)                              | 3:12 |
| 6.  | De Dam/Lijnbaan                                | 3:02 |
| 7.  | Rechts/Links                                   | 2:53 |
| 8.  | Running Man Challenge                          | 3:14 |
| 9.  | My Man (met Dutchavelli)                       | 2:44 |
| 10. | Turnen - FISSA anthem (met Jairzinho en Kevin) | 2:52 |
| 11. | Combinatie (met Mason)                         | 3:01 |
| 12. | Systeem (met I Am Aisha)                       | 3:17 |
| 13. | Zonder Jou (met Jairzinho)                     | 3:29 |
| 14. | Weg Van Alle Stress (met GLOWINTHEDARK)        | 3:18 |